# Liste der Biografien/Verk
Liste der Biografien |
Portal Biografien |
Personensuche
# |
A |
B |
C |
D |
E |
F |
G |
H |
I |
J |
K |
L |
M |
N |
O |
P |
Q |
R |
S |
T |
U |
V |
W |
X |
Y |
Z |
?
 
Va |
Vd |
Ve |
Vh |
Vi |
Vj |
Vl |
Vn |
Vo |
Vr |
Vs |
Vt |
Vu |
Vy
 
Vea |
Veb |
Vec |
Ved |
Vee |
Veg |
Veh |
Vei |
Vej |
Vek |
Vel |
Vem |
Ven |
Veo |
Veq |
Ver |
Ves |
Vet |
Veu |
Vev |
Vex |
Vey |
Vez
 
Vera |
Verb |
Verc |
Verd |
Vere |
Verf |
Verg |
Verh |
Veri |
Verj |
Verk |
Verl |
Verm |
Vern |
Vero |
Verp |
Verq |
Verr |
Vers |
Vert |
Veru |
Verv |
Verw |
Very |
Verz
Die Liste der Biografien führt alle Personen auf, die in der deutschsprachigen Wikipedia einen Artikel haben. Dieses ist eine Teilliste mit 18 Einträgen von Personen, deren Namen mit den Buchstaben „Verk“ beginnt.

## Verk

### Verka
- Verkaaik, Esther Eva, niederländische Schauspielerin
- Verkade, Jan (1868–1946), niederländischer Maler und Benediktiner
- Verkaik, Willemijn (* 1975), niederländische Sängerin und SchauspielerinWillemijn Verkaik (* 1975)

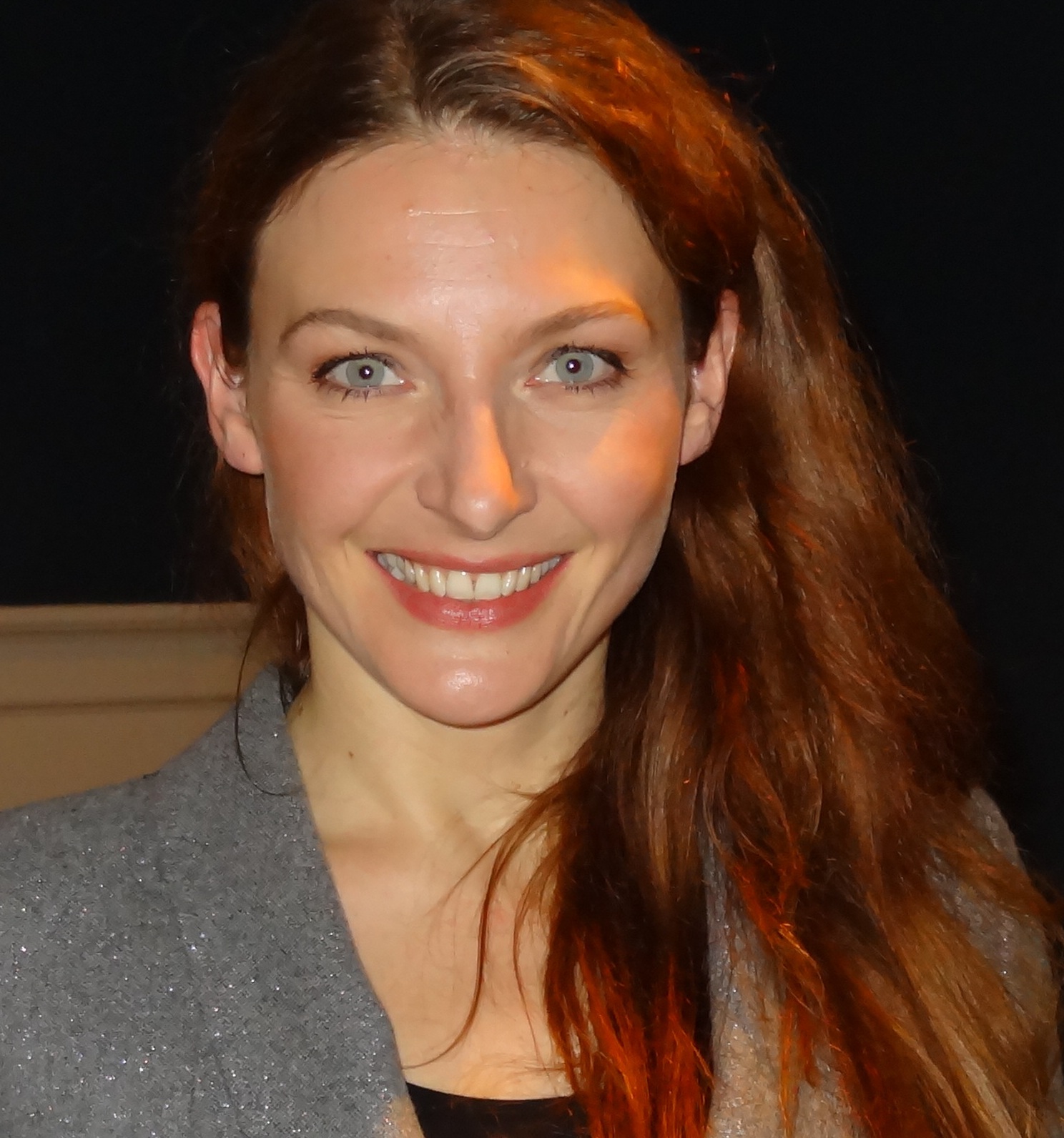
Willemijn Verkaik (* 1975)

- Verkamp, Pasqual (* 1997), deutsch-thailändischer Fußballspieler
- Verkauf, Leo (1858–1933), österreichisch-galizischer Anwalt, Fachautor und Parlamentarier
- Verkauf, Willy (1917–1994), österreichischer bildender Künstler, Schriftsteller, Verleger und Publizist

### Verke
- Verken, Johann, deutscher Ostasienreisender (Kap der Guten Hoffnung, Mosambik, Molukken, Banda)
- Verkerk, Bas (* 1958), niederländischer Politiker (VVD), Bürgermeister von Rijswijk (seit 2020)
- Verkerk, Kees (* 1942), niederländischer Eisschnellläufer
- Verkerk, Marhinde (* 1985), niederländische Judoka
- Verkerk, Martin (* 1978), niederländischer Tennisspieler
- Verkerk, Rob (* 1960), niederländischer Offizier des Korps Mariniers

### Verkh
- Verkhovskaya, Anya, russische Beraterin, Geschäftsführerin, Filmproduzentin und Menschenrechtsaktivistin

### Verki
- Verkić, Svetislav (* 1981), serbischer Handballspieler
- Verkiel, Jordy (* 1996), niederländischer Eishockeyspieler

### Verkk
- Verkko, Veli (1893–1955), finnischer Soziologe und Kriminologe

### Verko
- Verkolje, Jan (* 1650), niederländischer Maler

### Verku
- Verkuijl, Mark (* 2006), niederländischer Fußballspieler